# Rotigotin
Rotigotin (Neupro) je neergolinski dopaminski agonist koji se koristi za lečenje Parkinsonove bolesti i sindroma nemirnih nogu (RLS) u Evropi i SAD-u. On se formuliše kao jednodnevni transdermalni flaster koji omogućava spor i konstantan unos leka tokom 24 časovnog perioda.
Poput drugih dopaminskih agonista, za rotigotin je pokazano da poseduje antidepresivne efekte i da može da bude koristan u lečenju depresije.

## Hemija
Rotigotin je analogan sa 7-OH-DPAT i UH-232. Sva tri jedinjenja su derivati aminotetralina. Ova jedinjenja imaju sličnu strukturu sa dopaminom, što uslovljava njihovu farmakologiju.
Jedan od mogućih sintetičkih puteva je:

## Farmakologija
Rotigotin poseduje slediće in vitro profile vezivanja za receptore:
- D1 receptor
- D2 receptor
- D3 receptor
- D4.2 receptor
- D4.4 receptor
- D4.7 receptor
- D5 receptor
- α1A-adrenergički receptor
- α1B-adrenergički receptor
- α2A-adrenergički receptor
- α2B-adrenergički receptor
- α2C-adrenergički receptor
- 5-HT1A receptor
- 5-HT7 receptor
- H1 receptor

## Spoljašnje veze
- Rotigotin (SPM-962) Архивирано на веб-сајту  (3. септембар 2011)

|  | Molimo Vas, obratite pažnju na važno upozorenje u vezi sa temama iz oblasti medicine (zdravlja). |